# Mad Dogs and Englishmen (album)
Pour les articles homonymes, voir Mad Dogs and Englishmen.
Albums de Joe Cocker
Joe Cocker!
(1969) Something to Say
(1972)
Singles
1. The Letter
Sortie : 1970
2. Cry Me a River
Sortie : 1970

Mad Dogs and Englishmen est le premier album live du chanteur britannique Joe Cocker sorti en août 1970.
Enregistré lors des concerts donnés les 27 et 28 mars 1970 au Fillmore East à New York, il est publié sous la forme d'un double album. Il est considéré comme un des meilleurs témoignages scéniques de Joe Cocker.

## Contexte
En 1970, Joe Cocker vient de se séparer de son groupe d'accompagnement, le Grease Band. Afin d'assurer une tournée américaine de 48 dates en 7 semaines, Joe Cocker s'entoure rapidement, avec l'aide de son ami Leon Russell, d'un grand nombre de musiciens dont une dizaine de choristes et pas moins de trois batteurs,. La formation et la tournée prennent le nom de Mad Dogs & Englishmen qui se réfère à la chanson homonyme écrite et composée par Noël Coward en 1932.
Le groupe sillonne les États-Unis du 20 mars 1970 au 16 mai 1970. Si les concerts des 27 et 28 mars à New York sont enregistrés pour l'album live, ils sont également filmés ainsi que d'autres prestations de la tournée. Il en résulte un film, réalisé par Pierre Adidge et intitulé Joe Cocker: Mad Dogs & Englishmen,  qui sort en salles dans plusieurs pays en 1971,.
Avant de partir en tournée, Joe Cocker enregistre en studio deux chansons qui seront jouées sur scène: The Letter, une reprise des Box Tops, et Space Captain. Elles sortent sur un single en mai 1970 avec en titre vedette The Letter qui obtient un succès international.
Les versions live de The Letter et Space Captain font également l'objet d'un single dans plusieurs pays.
La chanson Cry Me a River est extraite en single en novembre 1970 avec en face B Give Peace a Chance.

## Rééditions
En 2005, à l'occasion des 35 ans de la sortie de l'album, une réédition est publiée sous la forme d'un double CD avec des chansons supplémentaires enregistrées les 27 et 28 mars 1970, les versions studio de The Letter et Space Captain ainsi que la chanson The Ballad of Mad Dogs and Englishmen écrite, composée et interprétée par Leon Russell pour le film réalisé par Pierre Adidge.
En 2006, un coffret de 6 CD en édition limitée intitulé Mad Dogs & Englishmen - The Complete Fillmore East Concerts présente l'intégralité des deux concerts.   

## Liste des titres
| 1. | Introduction      |                                | 0:44 |
| 2. | Honky Tonk Women  | - Mick Jagger - Keith Richards | 3:47 |
| 3. | Introduction      |                                | 0:17 |
| 4. | Sticks and Stones | - Titus Turner - Henry Glover  | 2:37 |
| 5. | Cry Me a River    | Arthur Hamilton                | 4:00 |
| 6. | Bird on the Wire  | Leonard Cohen                  | 6:37 |

| 7.  | Feelin' Alright                          | Dave Mason                                                | 5:47 |
| 8.  | Superstar (chant soliste: Rita Coolidge) | - Leon Russell - Bonnie Bramlett                          | 5:02 |
| 9.  | Introduction                             |                                                           | 0:16 |
| 10. | Let's Go Get Stoned                      | - Nickolas Ashford - Valerie Simpson - Josephine Armstead | 7:30 |

| 11. | Blue Medley - a. I'll Drown in My Own Tears - b. When Something Is Wrong with My Baby (en duo avec Bobby Jones) - c. I've Been Loving You Too Long | - Henry Glover - - Isaac Hayes - David Porter - - Otis Redding - Jerry Butler | 12:46 |
| 12. | Introduction |                                                                               | 0:21  |
| 13. | Girl from the North Country (en duo avec Leon Russell)                                                                                             | Bob Dylan                                                                     | 2:32  |
| 14. | Give Peace a Chance | - Russell - Bramlett                                                          | 4:14  |

| 15. | Introduction                            |                                | 0:41 |
| 16. | She Came in Through the Bathroom Window | - John Lennon - Paul McCartney | 3:01 |
| 17. | Space Captain                           | Matthew Moore                  | 5:15 |
| 18. | The Letter                              | Wayne Carson Thompson          | 4:46 |
| 19. | Delta Lady                              | Russell                        | 5:40 |

### Réédition 2005
| 1.  | Honky Tonk Women                                 |                           | 4:57 |
| 2.  | She Came in Through the Bathroom Window          |                           | 3:18 |
| 3.  | The Weight                                       | Robbie Robertson          | 5:57 |
| 4.  | Sticks and Stones                                |                           | 2:46 |
| 5.  | Bird On the Wire                                 |                           | 6:31 |
| 6.  | Cry Me a River                                   |                           | 4:05 |
| 7.  | Superstar                                        |                           | 4:59 |
| 8.  | Feelin' Alright                                  |                           | 5:47 |
| 9.  | Something                                        | George Harrison           | 5:33 |
| 10. | Darling Be Home Soon                             | John Sebastian            | 5:47 |
| 11. | Let It Be (chant soliste: Claudia Lennear)       | - Lennon - McCartney      | 3:40 |
| 12. | Further Up the Road (chant soliste: Don Preston) | - Joe Medwick - Don Robey | 4:00 |

| 13. | Let's Go Get Stoned |                            | 8:05  |
| 14. | Space Captain |                            | 5:20  |
| 15. | Hummingbird (chant soliste : Leon Russell)                                                                               | Russell                    | 4:08  |
| 16. | Dixie Lullaby (chant soliste : Leon Russell)                                                                             | - Russell - Chris Stainton | 2:58  |
| 17. | The Letter |                            | 4:33  |
| 18. | Delta Lady |                            | 7:03  |
| 19. | Give Peace a Chance |                            | 4:46  |
| 20. | Blue Medley - a. I'll Drown in My Own Tears - b. When Something Is Wrong with My Baby - c. I've Been Loving You Too Long |                            | 12:37 |
| 21. | With a Little Help from My Friends                                                                                       | - Lennon - McCartney       | 8:40  |
| 22. | Girl From the North Country                                                                                              |                            | 2:45  |
| 23. | Warm Up Jam including Under My Thumb (session en studio, chant soliste : Leon Russell)                                   | - Jagger - Richards        | 5:45  |
| 24. | The Letter (version single)                                                                                              |                            | 4:10  |
| 25. | Space Captain (version single)                                                                                           |                            | 4:29  |
| 26. | The Ballad of Mad Dogs and Englishmen (enregistrement studio, interprété par Leon Russell)                               | Russell                    | 3:59  |

## Musiciens
- Joe Cocker : chant
- Leon Russell : guitare solo, piano, chant, chœurs
- Don Preston : guitare rythmique, chant, chœurs
- Carl Radle : basse
- Chris Stainton : piano, orgue
- Bobby Keys, Jim Horn : saxophone
- Jim Price : trompette
- Rita Coolidge, Donna Washburn, Claudia Lennear, Denny Cordell, Daniel Moore, Pamela Polland, Matthew Moore, Nicole Barclay, Bobby Jones, Donna Weiss : chœurs
- Jim Gordon, Jim Keltner, Chuck Blackwell : batterie
- Sandy Konikoff, Bobby Torres : percussions

## Classements hebdomadaires
| Classement (1970-1971)        | Meilleure place |
| ----------------------------- | --------------- |
| Canada (RPM 100 Albums)       | 2               |
| États-Unis (Billboard 200)    | 2               |
| Norvège (VG-lista)            | 20              |
| Pays-Bas (Mega Album Top 100) | 9               |
| Royaume-Uni (UK Albums Chart) | 16              |

## Certifications
| Pays              | Certifications | Unités certifiées |
| ----------------- | -------------- | ----------------- |
| États-Unis (RIAA) | Or             | 500 000           |